# Abeir-Toril
En el juego de rol de Dungeons & Dragons, Abeir-Toril, o comúnmente llamado Toril, es el nombre del planeta ficticio donde se sitúa la acción del escenario de campaña y las novelas de Reinos Olvidados (dentro de la esfera cristalina de Reinoespacio), además de los escenarios de campaña de Al-Qadim y Matizca y el escenario de la primera edición de Aventuras Orientales. El nombre es antiguo y significa cuna de la vida, aunque los estudiosos de Faerûn desconocen cual parte significa "cuna" y cual "vida".[cita requerida]
Según el escenario de campaña Spelljammer, este planeta del tipo cuerpo de tierra esférico es de la categoría de tamaño E (de 32.000 a 40.000 km de diámetro), además de ser el planeta del Reinoespacio con más población de seres inteligentes, y prácticamente cada criatura que ha existido en el multiverso, ha existido en Toril en alguna de sus épocas. Está compuesto por tres partes de agua y de varios continentes e islas, incluidos Faerûn, Kara-Tur, Zakhara, Abeir Retornado (que ocupa el lugar en donde anteriormente estaba Maztica y posiblemente Anchorome), Osse y Katashaka.
También entre su geofrafia se encuentra la famosa "Costa de la espada" (Sword Coast), una de las costas del reino de Faerûn, en la que se desarrollan numerosas historias de algunos videojuegos de Rol, tales como Baldur's Gate y Icewind Dale.
Toril era el nombre del escenario de campaña con el que jugaba Jeff Grubb sus partidas privadas y que más tarde se convertiría en la campaña de los Reinos Olvidados. Fue adoptado como el nombre del planeta que contiene al continente Faerûn cuando él y Ed Greenwood diseñaban el Forgotten Realms Boxed Set original de 1987. Se añadió el prefijo Abeir- para que el nombre del mundo estuviera colocado al comienzo de una enciclopedia alfabética.[cita requerida]
El material publicado en la "Guía de los Reinos Olvidados" para la cuarta edición de D&D, "revela" que en realidad Abeir-Toril era el nombre del planeta en la época anterior al año -31,000 del Cómputo de los Valles, en el tiempo en que los Dioses y los Primordiales batallaban por el dominio del Reinoespacio. Para poder salvar al mundo de estas caóticas batallas, el Señor Ao decidió dividir Abeir-Toril en dos planetas gemelos, separados cada uno en su propio Plano Material individual (o sea, cada uno en una dimensión diferente) y ceder el control de estos sobre ambas facciones en guerra: así, los Primordiales se quedaron con el control del planeta Abeir, mientras que los Dioses se quedaron con el control del planeta Toril.
Se sabe que Toril es orbitado por una luna llamada Selûne (que también es el nombre de una deidad de Reinos Olvidados), y un grupo de asteroides conocido como las Lágrimas de Selûne.

## Geografía

### Faerûn
Es el continente en que se desarrollan la mayor parte de las historias.

### Kara-Tur
Este lejano continente es muy poco conocido en las tierras de Faerûn. Posee rutas comerciales que envían oro, especias y seda al continente faerūnio. Cuando se habla de este continente, los viajeros a veces se refieren al gran Imperio Shou, que ocupa gran parte del continente.
Solo hay un camino para llegar a este continente: el Camino Dorado, que atraviesa las vastas extensiones de las Tierras de la Horda y llega finalmente al continente luego de un viaje de meses de duración.

### Zakhara
De temática y ambientación basada en las Noches de Arabia. Es donde se desarrolla el escenario de campaña Al-Qadim de Dungeons & Dragons. 
Zakhara es una península gigante del mismo supercontinente en que se sitúan Faerûn y Kara-Tur. Se localiza al este de Faerûn, siendo las regiones de Faerûn más próximas Dambrath (por mar) y Var el Dorado, o quizás Konigheim  (por tierra). Zakhara permanece prácticamente aislada del resto del mundo, ya que la península está separada de la masa principal por las Columnas del Mundo, unas montañas conocidas como Wu Pi Te Shao en Kara-Tur.
Las aguas alrededor de Zakhara son peligrosas, llenas de piratas y corsarios que cobran tasas a los mercaderes por atravesar sus mares, tarifas pagadas por los mercaderes de buena gana, ya que las exóticas mercancías traídas de Zakhara bien merecen la pena. En algunas ocasiones los piratas deciden cortar todo tráfico entre Zakhara y Faerûn.
La tierra está llena de ciudades misteriosas, poco acogedoras para los viajeros, enormes desiertos, oasis y poderosos genios que intervienen en los asuntos humanos con bastante frecuencia. El continente está gobernado por una teocracia cuya cabeza es el Califa. Se cuentan historias de ciudades infestadas de demonios y de hechiceros sin deidad (como los genie-binding -atadores de genios -Sha'irs) que poseen extraños poderes. Zakahara es lugar de magia poderosa y grandes guerreros de todo tipo.
Los habitantes de este continente están convencidos de la superioridad de su civilización frente a la del resto del mundo, a los que llaman bárbaros.
La capital de Zakhara es Huzuz, la Ciudad de las Maravillas.

### Abeir Retornado
Abeir Retornado, conocido por sus habitantes como Laerakond, es un nuevo continente, detallado en la Guía de los Reinos Olvidados de cuarta edición. Es un continente regido por dragones, aunque existen algunas naciones libres, quienes luchan por su libertad y la libertad del resto de las naciones del continente. Hay un gran número de las razas conocidas en Toril, como humanos y enanos, aunque los elfos y los eladrines son bastante raros en esas tierras. De las razas autóctonas de Abeir, se encuentran los Genasí (humanoides con rasgos elementales) y los Dracónidos (humanoides con rasgos de dragón), cuya población es bastante numerosa en la región. Pese a que han pasado cien años desde la Plaga de los Conjuros (en la línea de tiempo ficticia de la campaña), el concepto de religión aún es visto como algo nuevo, siendo bastante extraño para los abeirianos el hecho de que los Dioses respondan a las plegarias de sus fieles, pese a que muchos Dioses de Toril han puesto sus ojos en las tierras retornadas.
El paisaje de Abeir Retornado es dominado por una larga cadena montañosa dividida en tres cordilleras, arqueándose sobre el Mar del Dragón. El cielo de Abeir Retornado es de color hierro (en contraste al cielo color celeste de Toril), por los efectos del poder de un Primordial muerto hace mucho, conocido como Alambra.

### Maztica
Fue detallada en la Segunda Edición de Dungeons & Dragons en el Set de campaña Maztica de Douglas Niles, y en las novelas de Reinos Olvidados de la Trilogía Maztica, también obra de Douglas Niles.
Maztica, conocida por sus habitantes como El Mundo Verdadero, es un continente similar a la Mesoamérica de nuestro mundo, en el tiempo en que fue descubierta por Cristóbal Colón. 
Se encuentra al oeste de Faerûn, al otro lado del Mar de las Espadas, el Trackless Sea y Tayola, el Océano Oriental. Maztica es una tierra de junglas, percibida por los habitantes de Faerûn como un lugar lleno de misterio. Fue descubierto por Faerûn en el año 1361 DR por el capitán general Cordell y su Legión Dorada, procedentes de Amn.
Durante la Plaga de los Conjuros, se sabe que todo el continente de Maztica -incluyendo las colonias faeruninas- fue transportado al planeta Abeir, mientras una gran masa de tierra abeiriana tomo su lugar, que fue bautizada por los habitantes de Toril bajo el nombre de Abeir Retornado.

### Anchorome
Continente al norte de Maztica, es el equivalente a Norteamérica del mundo real, más concretamente a la visión vikinga de Vinland. Está inexplorado (por la gente de Faerûn) en su mayoría.
Sus habitantes más conocidos son los Azuposi, así como los Esh Alakarans y los xenófobos elfos Poscadar. También hay un reino sahuagin llamado Itzcali en un mar cercano. También se sabe que una de las razas creadoras, los Aearae, se retiraron a vivir a este continente en los tiempos antiguos.
Es posible que Anchorome haya desaparecido junto con Maztica durante la Plaga de los Conjuros, siendo reemplazados por el continente conocido como Abeir Retornado.[cita requerida]

### Katashaka
Un continente de estilo subsahariano al suroeste de Faerûn y sur de Maztica, en el que tuvo su origen la humanidad.

### Inglés
- Página oficial de Toril en el sitio de Spelljammer

- Datos: Q2664788